# Holcopasites haematurus
Holcopasites haematurus là một loài Hymenoptera trong họ Apidae. Loài này được Cockerell & Hicks mô tả khoa học năm 1926.